# Thomas Cichon
Thomas Cichon (* 9. Juli 1976 in Ruda Śląska, Polen als Tomasz Cichoń) ist ein ehemaliger deutscher Fußballspieler und jetziger Fußballtrainer.

## Karriere
Der Verteidiger, der in seiner Jugend für verschiedene Essener Vereine die Fußballstiefel schnürte, spielte neun Jahre lang im Trikot des 1. FC Köln und durchlebte alle Höhen und Tiefen des Vereins inklusive mehrerer Auf- und Abstiege. In dieser Zeit arbeitete er unter den Trainern Morten Olsen, Stephan Engels, Peter Neururer, Lorenz-Günther Köstner, Bernd Schuster, Ewald Lienen, Christoph John, Friedhelm Funkel und Marcel Koller. Mit seinem einzigen Bundesliga-Tor schrieb er Geschichte, als er im März 2002 das 1:1 gegen Hertha BSC erzielte. Es war das Ende von 1033 Minuten ohne Torerfolg des 1. FC Köln, ein bis heute bestehender Bundesliga-Rekord.
Nach der Saison 2003/04 wurde sein Vertrag beim 1. FC Köln nicht mehr verlängert, und er wechselte daraufhin zu Rot-Weiß Oberhausen, die allerdings zum Ende der Saison in die Regionalliga abstiegen und Cichon dort somit nur eine Saison spielte.
2005 wechselte er zu Panionios Athen nach Griechenland, kehrte aber im Januar 2006 wieder nach Deutschland zurück und spielte für den VfL Osnabrück. Nach anfänglichen Schwierigkeiten, er wurde bereits als Fehleinkauf abgetan, entwickelte sich Thomas Cichon in der Saison 2006/07 zu einem Abwehrgaranten und Führungsspieler des VfL Osnabrück. Am Ende der Saison konnte man sich für die 2. Bundesliga qualifizieren. Nach dem Abstieg im Sommer 2009 verließ er den Verein.
Um einen neuen Arbeitgeber zu finden, präsentierte Cichon sich im Sommer 2009 beim Training der Vereinigung der Vertragsfußballspieler. Am 2. September 2009 unterschrieb er schließlich einen Vertrag beim südafrikanischen Verein Moroka Swallows aus Johannesburg, wo er unter Trainer Rainer Zobel spielte. Nachdem Cichon von Zobels Nachfolger Gordon Igesund nicht mehr berücksichtigt worden war, beendete er im Januar 2011 seine Karriere und zog zurück in das Ruhrgebiet. Seinen genauen Wohnort ließ er zu dieser Zeit absichtlich im Dunkeln.
Von Beginn der Saison 2013/14 bis 2015 trainierte Cichon die E1-Junioren des Essener Stadtteilclubs Preußen Eiberg. Im Sommer 2015 übernahm er als Spielertrainer die Herrenmannschaft des SV Preußen Eiberg. Nach dem Abstieg 2018 aus der Kreisliga A2 Essen in die Kreisliga B3 Essen blieb er dort noch bis März 2020 Trainer, bevor er im Sommer 2020 zum Ligakonkurrenten SpVgg Steele II wechselte. Seit Sommer 2024 ist er auch Co-Trainer der ersten Herrenmannschaft.

## Spielmanipulationen
Nach dem Geständnis eines Angeklagten und der Aussage seines ehemaligen Mitspielers Marcel Schuon im Prozess um illegale Wetten und Spielmanipulation vor dem Landgericht Bochum stand Cichon unter Verdacht, in den Wettskandal involviert zu sein. Beide behaupteten, Cichon sei an Manipulationsabsprachen von Spielen zu Ungunsten des VfL Osnabrück beteiligt gewesen. Im Vorfeld des Prozesses hatte Cichon bereits zugegeben, Kontakt mit der Wettmafia gehabt zu haben, wies aber eine persönliche Beteiligung zurück. Im Juni 2012 erhob die Staatsanwaltschaft Bochum Anklage. Anklagepunkte waren unter anderem: Steuerhinterziehung, Beihilfe zum Betrug und Unterstützung einer kriminellen Vereinigung. Im Juni 2014 gestand Cichon, sich an den Manipulationen beteiligt zu haben. Das Landgericht Bochum verurteilte ihn daraufhin zu neun Monaten Haft auf Bewährung. Vom DFB-Sportgericht wurde Cichon im Oktober 2013 für zwei Jahre gesperrt.

## Statistik
- Bundesliga
131 Spiele, 1 Tor 1. FC Köln

- 2. Bundesliga
80 Spiele, 7 Tore 1. FC Köln
30 Spiele Rot-Weiß Oberhausen
45 Spiele, 11 Tore VfL Osnabrück

- DFB-Pokal
15 Spiele 1. FC Köln
1 Spiel Rot-Weiß Oberhausen
4 Spiele, 1 Tor VfL Osnabrück

- UI-Cup
5 Spiele 1. FC Köln

## Erfolge
- Aufstieg in die Bundesliga: 2000, 2003 mit dem 1. FC Köln
- Aufstieg in die 2. Bundesliga: 2007 mit dem VfL Osnabrück